# Rem als Jocs Olímpics d'estiu de 1924 - Vuit amb timoner masculí
La prova del vuit amb timoner masculí fou una de les set que es disputaren als Jocs Olímpics de París de 1924 i que formaven part del programa de rem. La prova es va disputar entre el 15 i el 17 de juliol de 1924, amb la presència de 90 remers, procedents de 10 països diferents.

## Medallistes
| Or | Plata | Bronze |
| Estats UnitsLeonard Carpenter · Howard Kingsbury · Alfred Lindley · John Miller · James Rockefeller · Frederick Sheffield · Benjamin Spock · Alfred Wilson · Laurence Stoddard | CanadàArthur Bell · Robert Hunter · William Langford · Harold Little · John Smith · Warren Snyder · Norman Taylor · William Wallace · Ivor Campbell | ItàliaAntonio Cattalinich · Francesco Cattalinich · Simeone Cattalinich · Giuseppe Crivelli · Latino Galasso · Pietro Ivanov · Bruno Sorich · Carlo Toniatti · Vittorio Gliubich |

## Resultats

### Sèries
Es disputaren el 15 de juliol. El primer passa a la final. El segon a la repesca.
| Pos. | Nació      | Remers | Temps  |
| ---- | ---------- | --- | ------ |
| 1    | Regne Unit | Reginald Bare - Edward Chandler Horace Debenham - Hugh Dulley Ian Fairbairn - Arthur Long Harold Morphy - Charles Rew Jack Godwin                       | 6'04"0 |
| 2    | Bèlgica    | A. D'Anvers - Gerard De Gezelle R. De Landtsheere - Albert Geinger Léon Lippens - Hippolyte Schouppe Robert Swartelé - Marcel Wauters Jean van Silfhout | ND     |
| 3    | Argentina  | Julio Alles - Alberto Anderson Francisco Borgonovo - Tomas Cerrutti Federico Lecot - David Nolting Carlos Serantes - Armando Trabucco Miguel Madero     | ND     |
| -    | França     | M. Baudechon - Louis Carlier Michel Fourny - Henri Gatineau André Lancelot - Henri Menard André Oriol - Fernand Oriol J. Bétout                         | DQ     |

| Pos. | Nació         | Remers | Temps  |
| ---- | ------------- | --- | ------ |
| 1    | Estats Units  | Leonard Carpenter - Howard Kingsbury Alfred Lindley - John Miller James Rockefeller - Frederick Sheffield Benjamin Spock - Alfred Wilson Laurence Stoddard | 5'51"0 |
| 2    | Canadà        | Arthur Bell - Robert Hunter William Langford - Harold Little John Smith - Warren Snyder Norman Taylor - William Wallace Ivor Campbell                      | 6'06"6 |
| 3    | Països Baixos | Simon Bon - Cornelis Eecen Antony Fennema - Roelof Hommema Paul Maasland - Hendrik Rijnders Gerrit Tromp - Egbertus Waller Jacob Cremer                    | ND     |

| Pos. | Nació     | Remers | Temps  |
| ---- | --------- | --- | ------ |
| 1    | Itàlia    | Antonio Cattalinich - Francesco Cattalinich Simeone Cattalinich - Giuseppe Crivelli Latino Galasso - Pietro Ivanov Bruno Sorich - Carlo Toniatti Vittorio Gliubich | 6'06"0 |
| 2    | Austràlia | Frank Cummings - Harry Graetz William Jarvis - Walter Pfeiffer Arthur Scott - William Sladden Arnold Tauber - Edward Thomas Robert Cummings                        | 6'12"0 |
| 3    | Espanya   | Leandre Coll - Jaume Giralt Josep Lluís Lasplazas - Ricard Massana Eliseo Morales - Josep Martínez Enric Pérez - Joan Riba Lluís Omedes                            | ND     |

### Repesca
Es disputà el 15 de juliol. El vencedor passà a la final.
| Pos. | Nació     | Remers | Temps  |
| ---- | --------- | --- | ------ |
| 1    | Canadà    | Arthur Bell - Robert Hunter William Langford - Harold Little John Smith - Warren Snyder Norman Taylor - William Wallace Ivor Campbell                   | 6'37"0 |
| 2    | Argentina | Julio Alles - Alberto Anderson Francisco Borgonovo - Tomas Cerrutti Federico Lecot - David Nolting Carlos Serantes - Armando Trabucco Miguel Madero     | 6'42"0 |
| 3    | Austràlia | Frank Cummings - Harry Graetz William Jarvis - Walter Pfeiffer Arthur Scott - William Sladden Arnold Tauber - Edward Thomas Robert Cummings             | 6'47"0 |
| 4    | Bèlgica   | A. D'Anvers - Gerard De Gezelle R. De Landtsheere - Albert Geinger Léon Lippens - Hippolyte Schouppe Robert Swartelé - Marcel Wauters Jean van Silfhout | 6'52"0 |

### Final
Es disputà el 17 de juliol.
| Pos. | Nació        | Remers | Temps  |
| ---- | ------------ | --- | ------ |
| 1    | Estats Units | Leonard Carpenter - Howard Kingsbury Alfred Lindley - John Miller James Rockefeller - Frederick Sheffield Benjamin Spock - Alfred Wilson Laurence Stoddard         | 6'33"4 |
| 2    | Canadà       | Arthur Bell - Robert Hunter William Langford - Harold Little John Smith - Warren Snyder Norman Taylor - William Wallace Ivor Campbell                              | 6'49"0 |
| 3    | Itàlia       | Antonio Cattalinich - Francesco Cattalinich Simeone Cattalinich - Giuseppe Crivelli Latino Galasso - Pietro Ivanov Bruno Sorich - Carlo Toniatti Vittorio Gliubich | ND     |
| 4    | Regne Unit   | Reginald Bare - Edward Chandler Horace Debenham - Hugh Dulley Ian Fairbairn - Arthur Long Harold Morphy - Charles Rew Jack Godwin                                  | ND     |